# Линеарни референтни систем
Линеарни референтни систем је референтни систем у коме је положај објеката одређен удаљеношћу дуж линеарног елемента. Сваки објекат је одређен или координатном тачком или сегментом линије. Систем је пројектован тако да ако се мјења дио руте само се тачке на захваћеним линијама мјењају.
ЛРС је погодан за надгледање податак везаних за линеарне објекте као што су путеви, жељезница, нафтоводи, далеководи и ријеке.
Систем за одређивање положаја и карактеристика објеката на цјевоводу помоћу мјерења дистанце од почетка цјевовода. Примјерна адреса је : Инеињерска станица 1145+86 на цјевоводу Алфа = 114,586 стопа од почетка цјевовода. Са преусмјеравањем, кумулативна мјера може небити исте дужине због бочних линија. ЛРС рјешава дилему, и даје тачне мјере. ЛРС је подржан у GRASS ГИС-у и PostGIS-у.